# Llista de peixos de la mar Bàltica

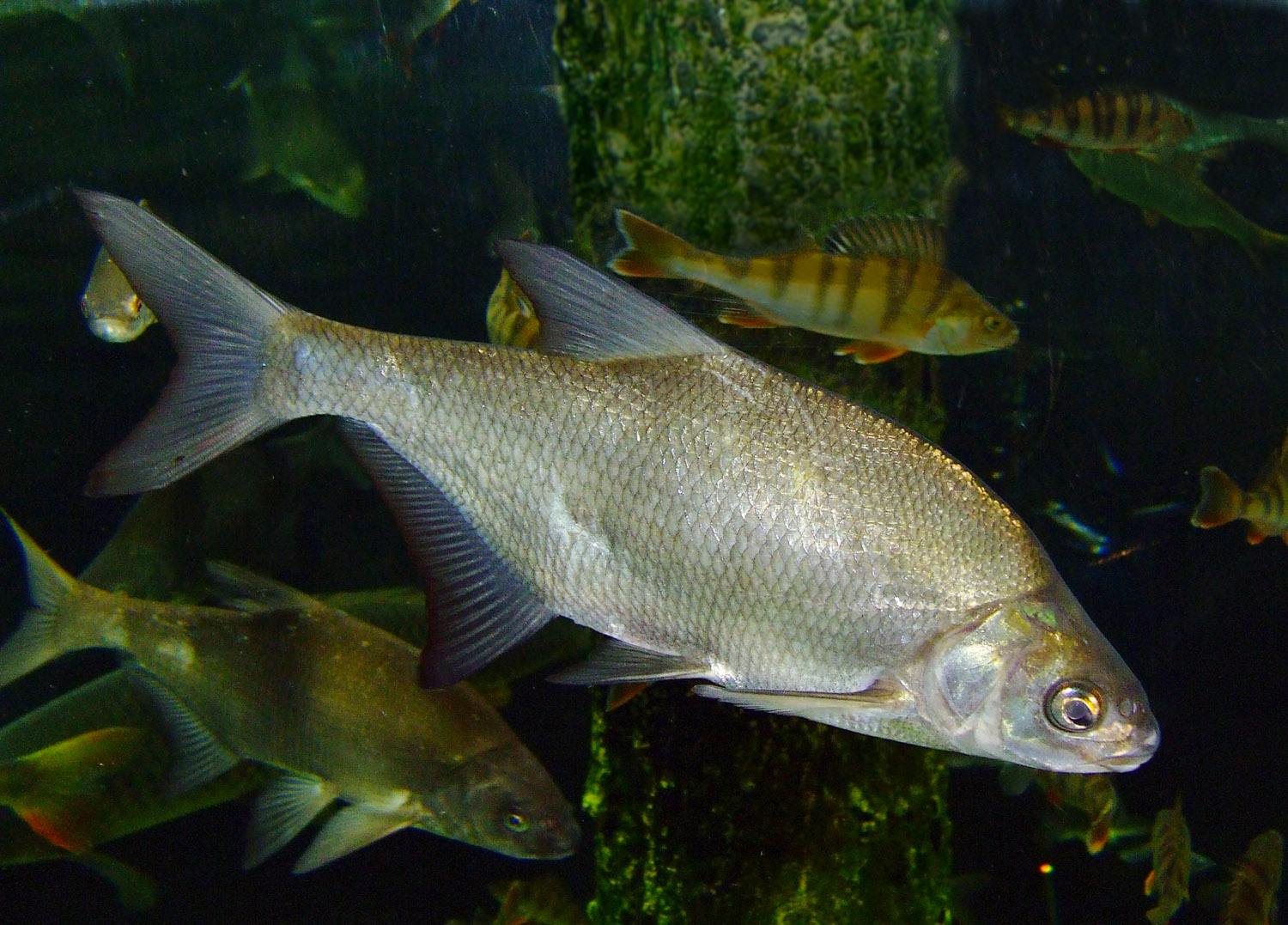
Brema (Abramis brama)

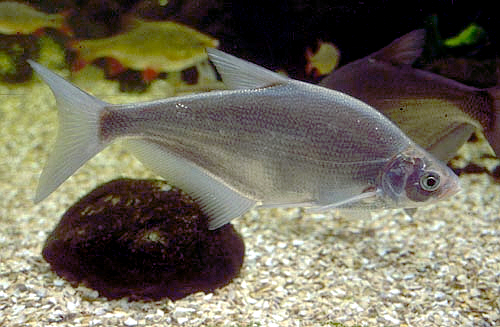
Ballerus ballerus

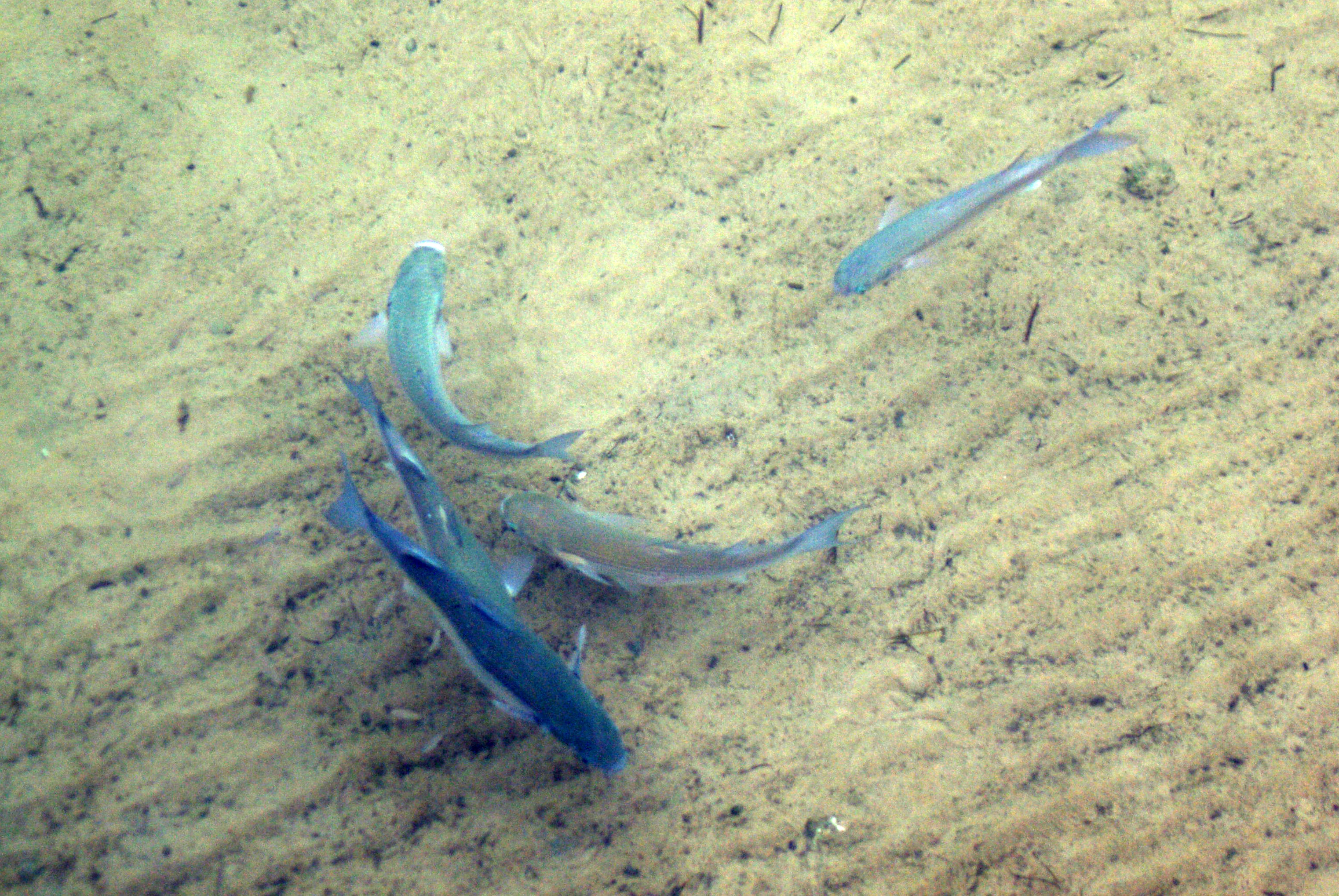
Llissa vera (Chelon labrosus)

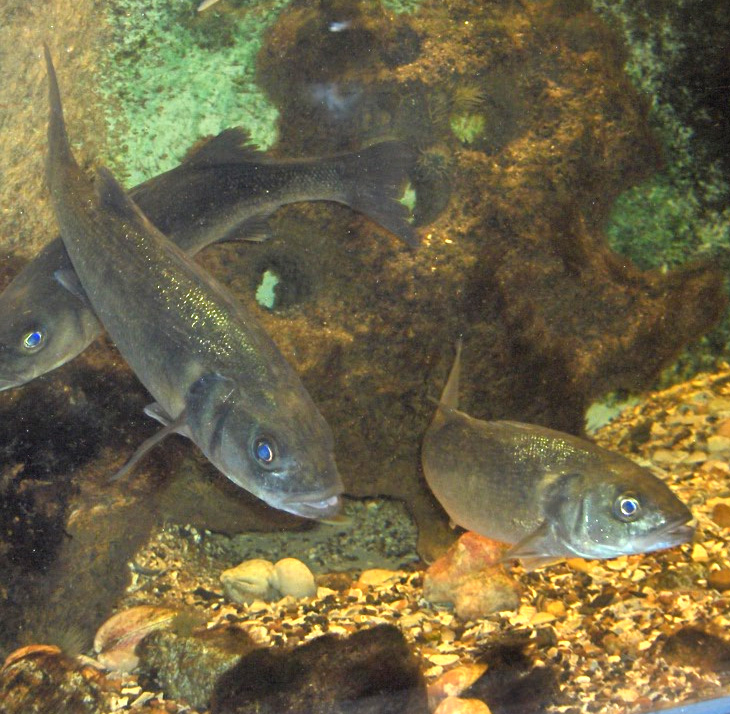
Llobarro (Dicentrarchus labrax)

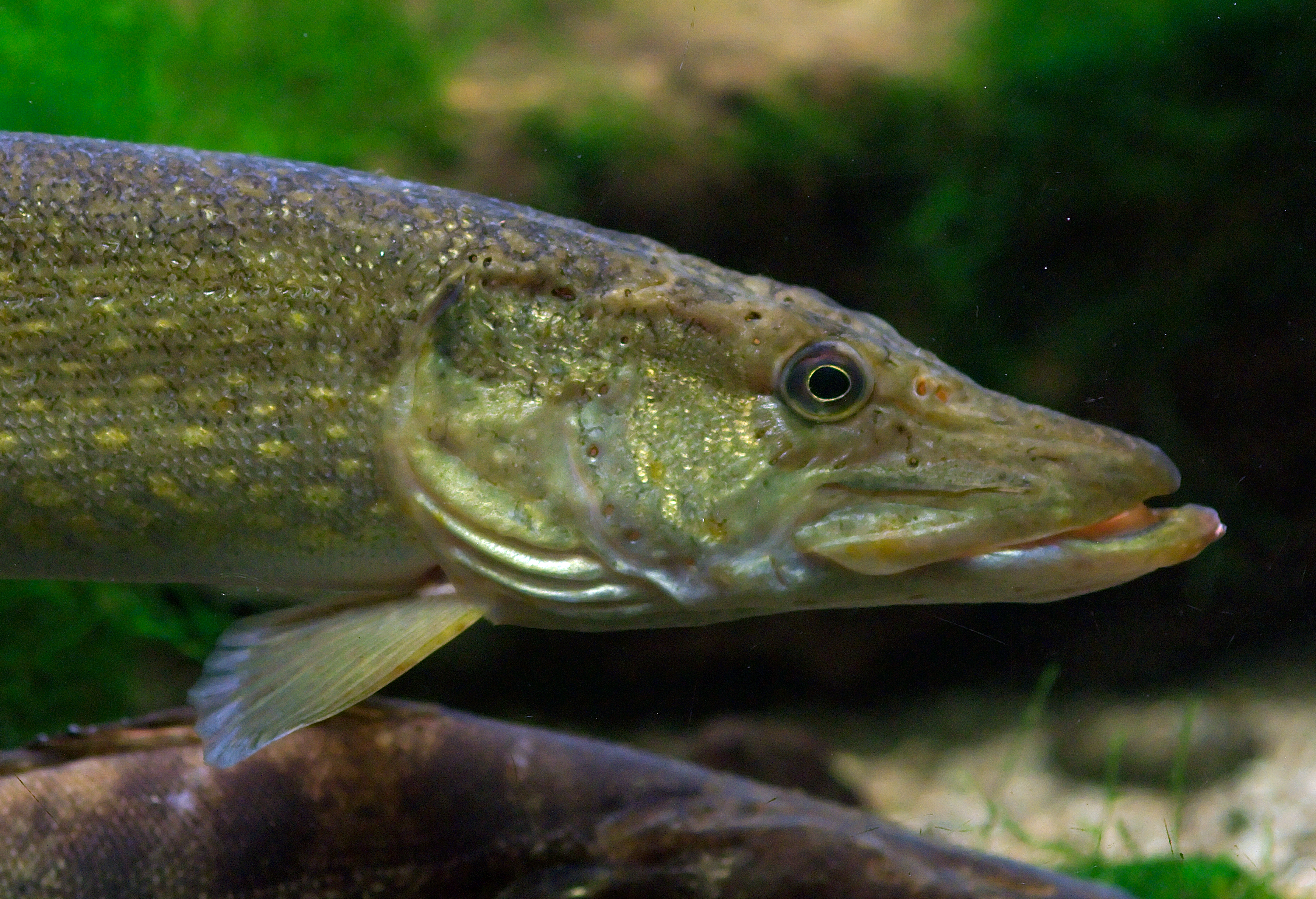
Lluç de riu (Esox lucius)

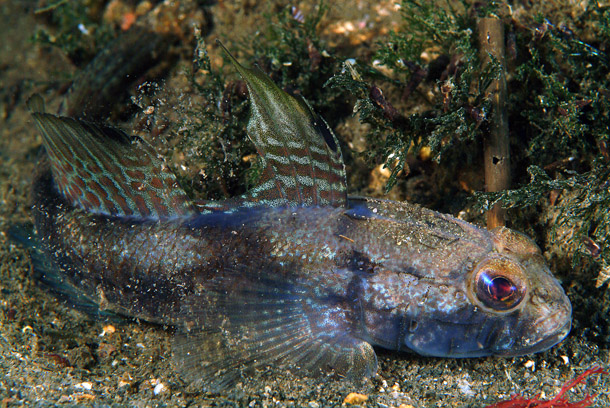
Cabot de fang (Gobius niger)

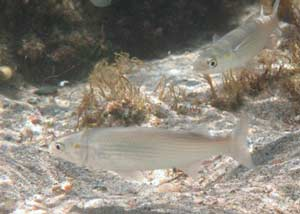
Llissa galta-roja (Liza aurata)

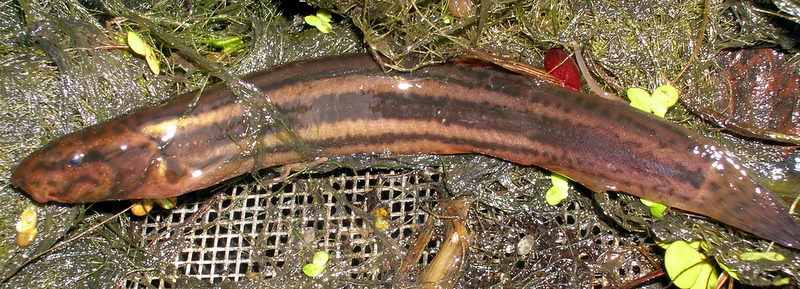
Misgurnus fossilis

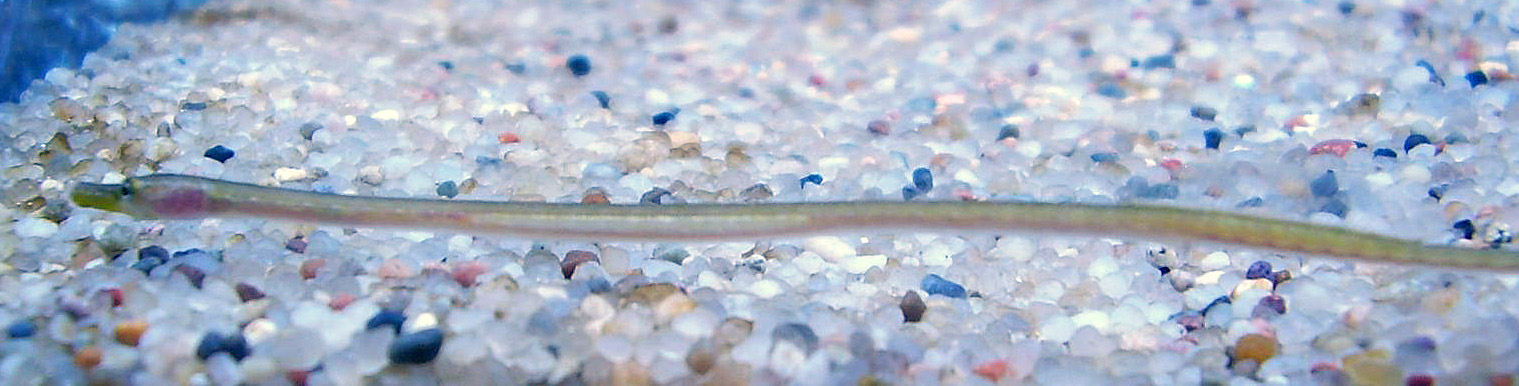
Serpeta (Nerophis ophidion)

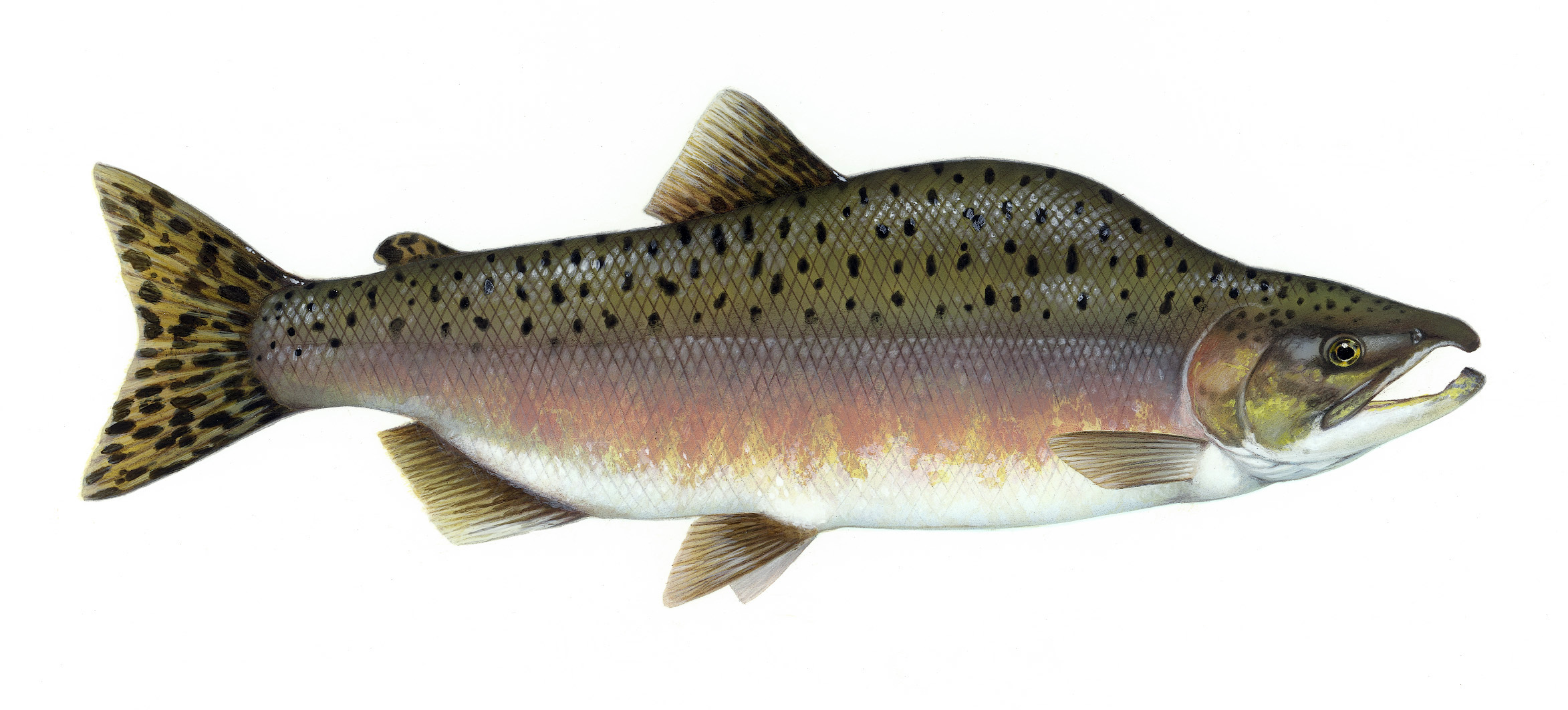
Salmó rosat del Pacífic (Oncorhynchus gorbuscha)

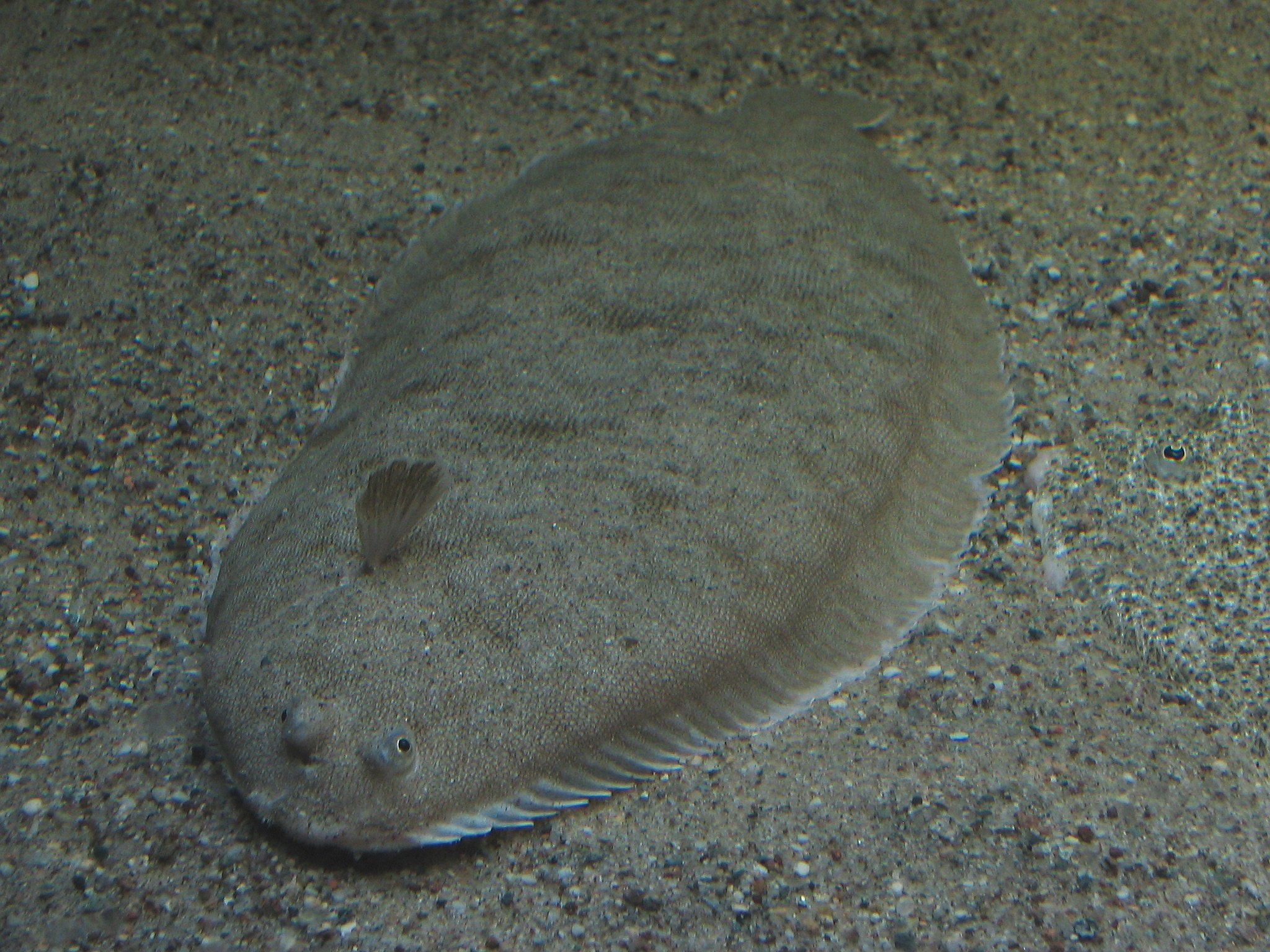
Llenguado (Solea solea)

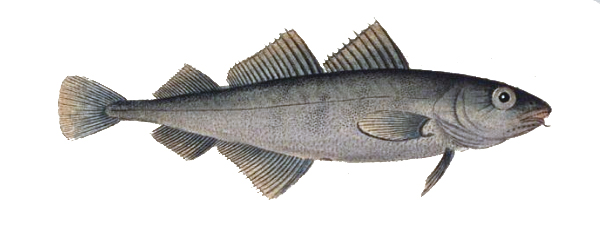
Capellà (Trisopterus minutus)

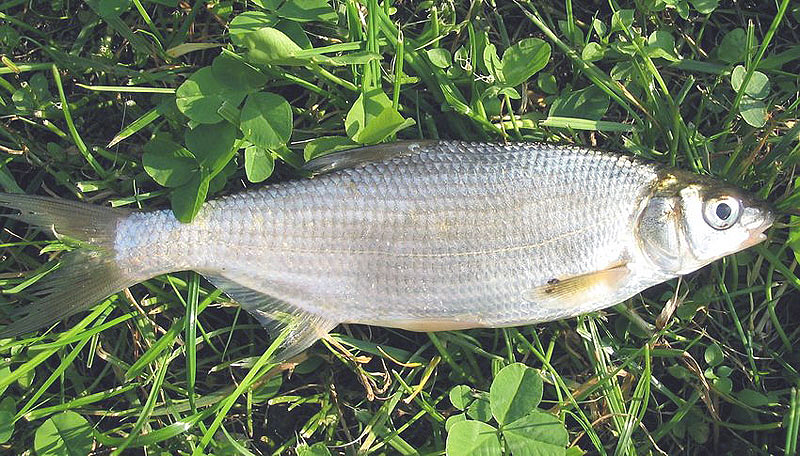
Vimba vimba

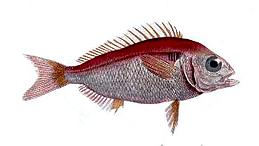
Goràs (Pagellus bogaraveo)

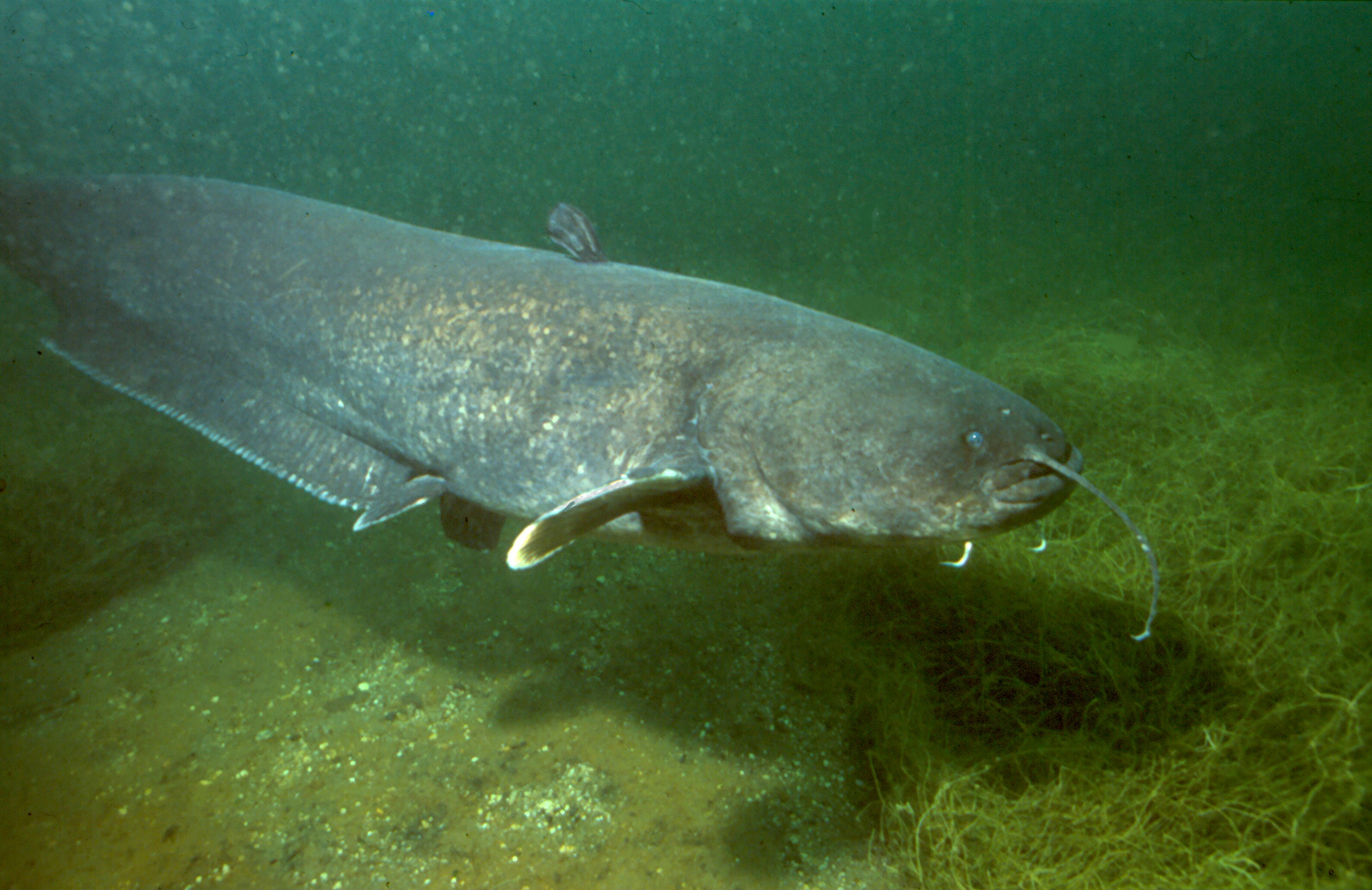
Silur (Silurus glanis)

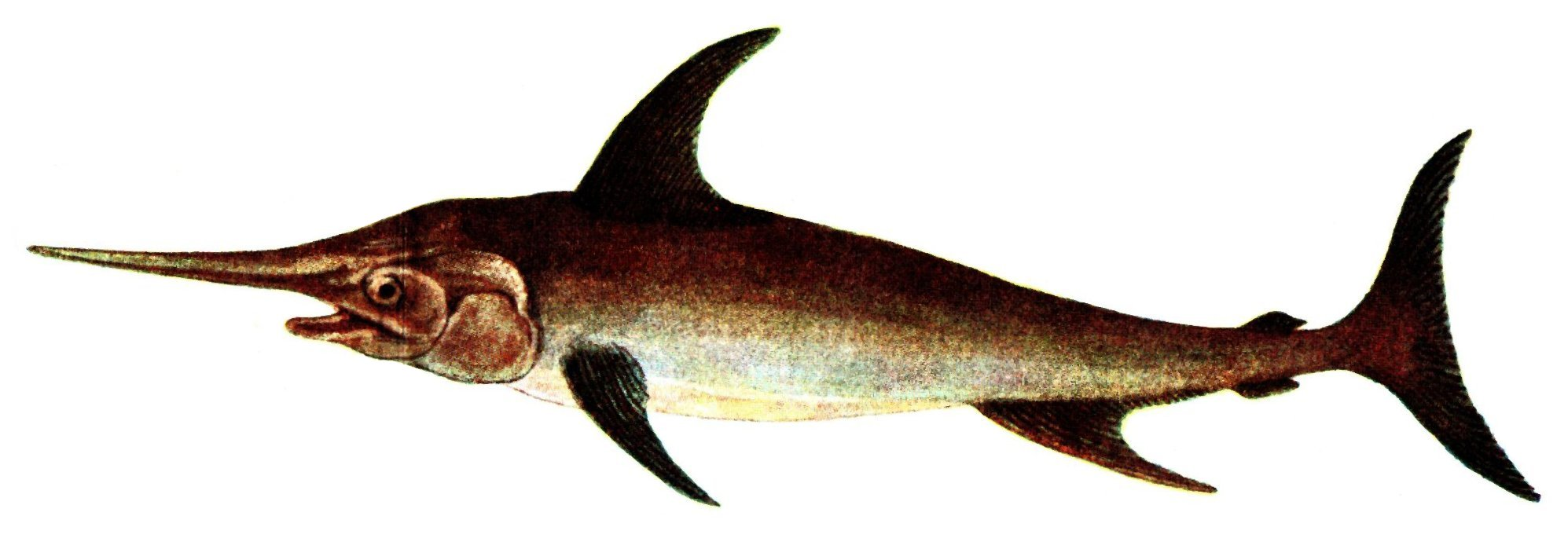
Emperador (Xiphias gladius)

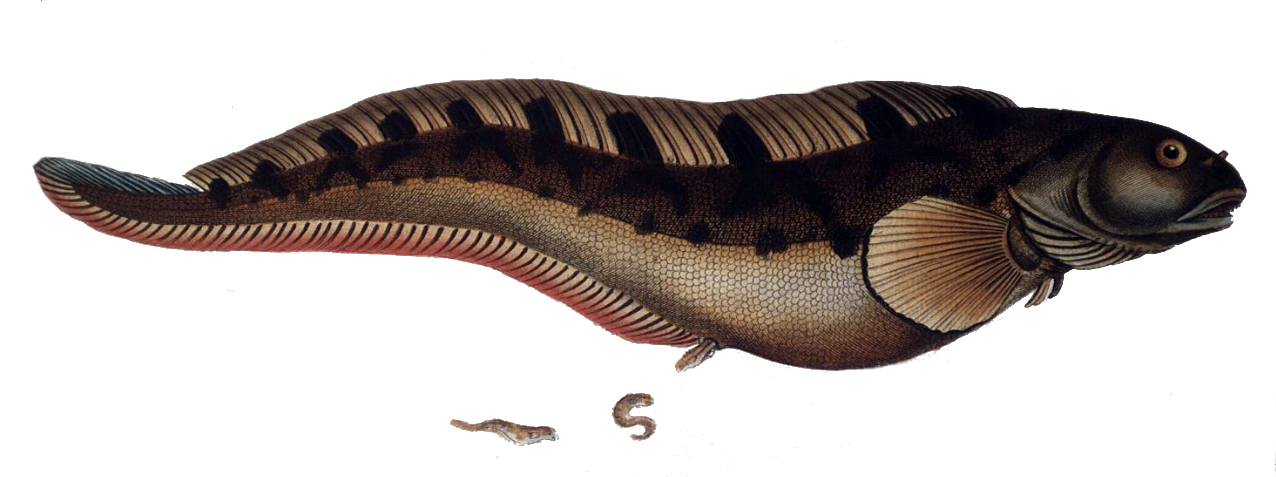
Zoarces vivípar (Zoarces viviparus)

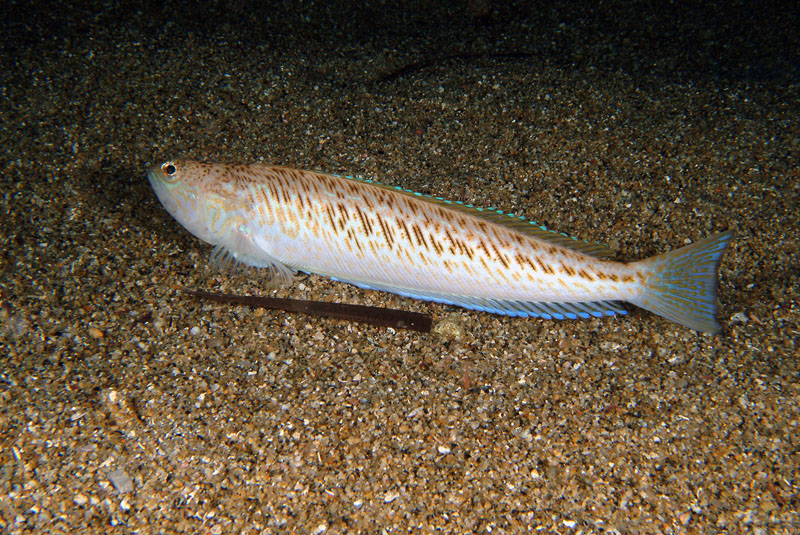
Aranya blanca (Trachinus draco)

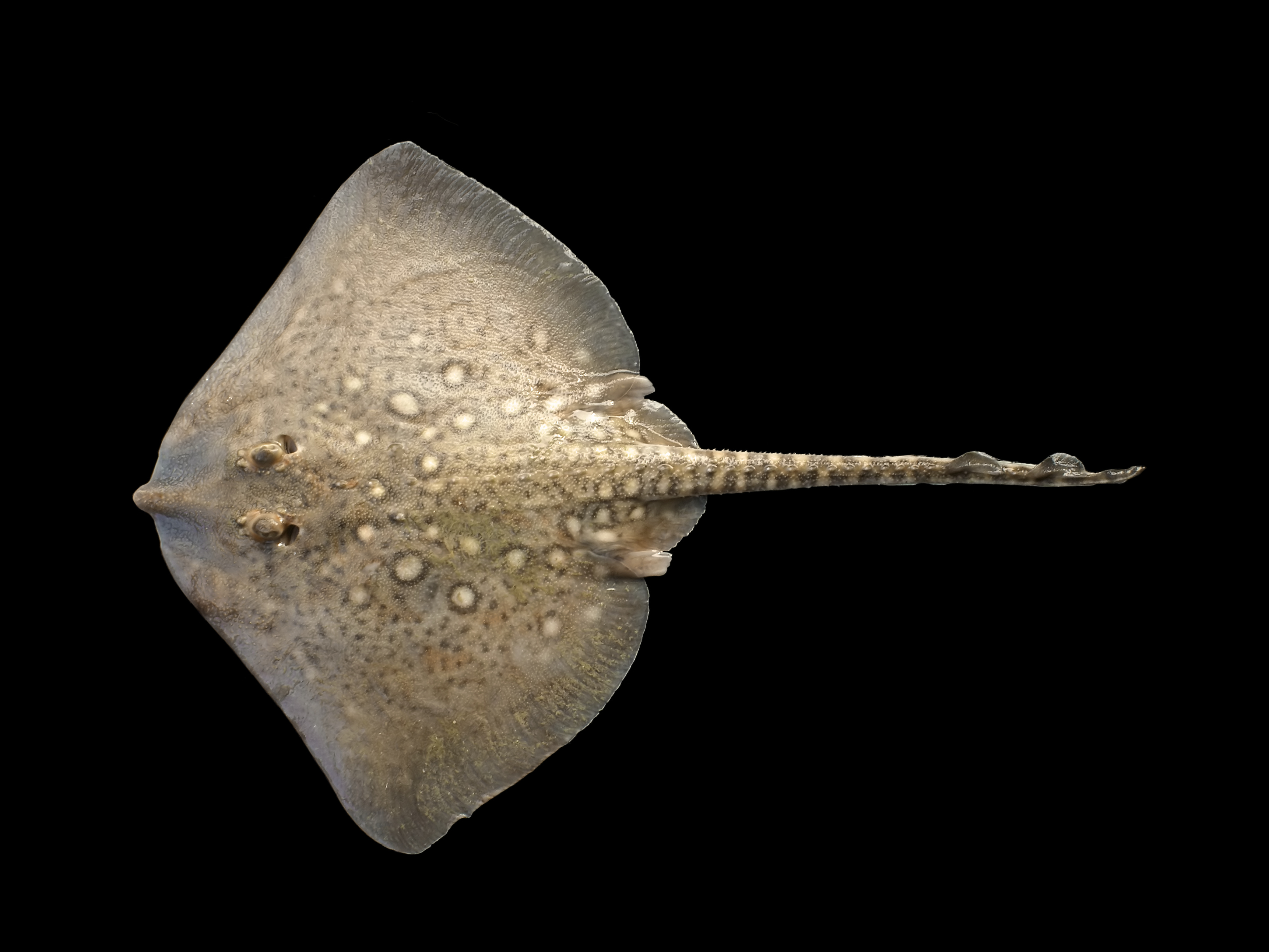
Clavellada (Raja clavata)

Aquesta llista de peixos de la Mar Bàltica inclou les 161 espècies de peixos que es poden trobar a la mar Bàltica ordenades per l'ordre alfabètic de llur nom científic.

## A
- Abramis brama
- Acipenser gueldenstaedtii
- Acipenser oxyrinchus oxyrinchus
- Acipenser ruthenus
- Acipenser sturio
- Agonus cataphractus
- Alburnoides bipunctatus
- Alburnus alburnus
- Alosa alosa
- Alosa fallax
- Amblyraja radiata
- Ammodytes marinus
- Ammodytes tobianus
- Anarhichas lupus
- Anguilla anguilla
- Aphia minuta
- Argyrosomus regius
- Arnoglossus laterna
- Aspius aspius

## B
- Ballerus ballerus
- Barbatula barbatula
- Barbus barbus
- Belone belone
- Blicca bjoerkna
- Brama brama
- Buglossidium luteum

## C
- Callionymus lyra
- Carassius carassius
- Carassius gibelio
- Chelidonichthys lucerna
- Chelon labrosus
- Chondrostoma nasus
- Ciliata septentrionalis
- Clupea harengus
- Clupea harengus
- Cobitis taenia
- Conger conger
- Coregonus albula
- Coregonus lavaretus
- Coregonus maraena
- Coregonus nasus
- Coregonus oxyrinchus
- Coregonus pallasii
- Coregonus peled
- Cottus gobio
- Cottus poecilopus
- Ctenolabrus rupestris
- Cyclopterus lumpus
- Cyprinus carpio carpio

## D
- Dentex maroccanus
- Dicentrarchus labrax

## E
- Enchelyopus cimbrius
- Engraulis encrasicolus
- Entelurus aequoreus
- Esox lucius
- Eutrigla gurnardus

## G
- Gadus morhua
- Gasterosteus aculeatus aculeatus
- Glyptocephalus cynoglossus
- Gobius niger
- Gobiusculus flavescens
- Gymnammodytes semisquamatus
- Gymnocephalus cernua

## H
- Hippoglossoides platessoides
- Hippoglossus hippoglossus
- Hyperoplus immaculatus
- Hyperoplus lanceolatus
- Hypophthalmichthys molitrix

## L
- Labrus bergylta
- Lamna nasus
- Lampetra fluviatilis
- Lampetra planeri
- Lampris guttatus
- Leucaspius delineatus
- Leuciscus idus
- Leuciscus leuciscus
- Limanda limanda
- Liparis liparis barbatus
- Liparis liparis liparis
- Liparis montagui
- Liza aurata
- Liza ramada
- Lophius budegassa
- Lophius piscatorius
- Lota lota
- Lumpenus lampretaeformis

## M
- Macroramphosus scolopax
- Melanogrammus aeglefinus
- Merlangius merlangus
- Merluccius merluccius
- Micromesistius poutassou
- Microstomus kitt
- Misgurnus fossilis
- Molva molva
- Myoxocephalus scorpius

## N
- Neogobius melanostomus
- Nerophis ophidion

## O
- Oncorhynchus gorbuscha
- Oncorhynchus keta
- Orcynopsis unicolor
- Osmerus eperlanus

## P
- Pagellus bogaraveo
- Pelecus cultratus
- Perca fluviatilis
- Petromyzon marinus
- Pholis gunnellus
- Phoxinus phoxinus
- Phrynorhombus norvegicus
- Phycis blennoides
- Platichthys flesus
- Pleuronectes platessa
- Pollachius pollachius
- Pollachius virens
- Pomatoschistus microps
- Pomatoschistus minutus
- Pomatoschistus pictus
- Psetta maxima
- Pterycombus brama
- Pungitius pungitius

## R
- Raja clavata
- Raniceps raninus
- Remora remora
- Rutilus rutilus

## S
- Sabanejewia aurata aurata
- Salmo salar
- Salmo trutta trutta
- Salvelinus alpinus alpinus
- Salvelinus fontinalis
- Sander lucioperca
- Sarda sarda
- Scardinius erythrophthalmus
- Scomber japonicus
- Scomber scombrus
- Scomberesox saurus saurus
- Scophthalmus rhombus
- Silurus glanis
- Solea solea
- Spinachia spinachia
- Spondyliosoma cantharus
- Sprattus sprattus
- Squalius cephalus
- Symphodus melops
- Syngnathus acus
- Syngnathus rostellatus
- Syngnathus typhle

## T
- Taractes asper
- Taurulus bubalis
- Thunnus thynnus
- Thymallus thymallus
- Tinca tinca
- Trachinotus ovatus
- Trachinus draco
- Trachurus trachurus
- Triglopsis quadricornis
- Trisopterus esmarkii
- Trisopterus luscus
- Trisopterus minutus

## V
- Vimba vimba

## X
- Xiphias gladius

## Z
- Zeugopterus punctatus
- Zoarces viviparus[1]